# EACH TIME 40th Anniversary Edition
『EACH TIME 40th Anniversary Edition』（イーチ・タイム フォーティース・アニバーサリー・エディション）は、2024年3月21日に発売された、大滝詠一のアルバム『EACH TIME』のリイシュー・アルバム。

## 解説
Disc-1は、13曲全てが初出となるミックス違い音源を収録。なかでも「SHUFFLE OFF」は、本作制作時のセッションの初期にレコーディングされ、リリース前に1984年1月8日放送のNHK-FM『FMホットライン』で一度だけ放送されたが、最終的に収録されなかった幻の作品。40周年を記念して遂に公開された。また2004年の20周年記念盤である『EACH TIME 20th Anniversary Edition』にてボーナス・トラック扱いだった「マルチスコープ」も正規の曲順に加わり、関連楽曲のコンプリートといえる13曲が揃うことになった。本作はリイシューのたびに曲順が変更されているが、今回は20周年記念盤に近い並びになっている。また、今回「初出の音源で構成された」“40th Anniversary Version”について、マスタリングを手掛けた内藤哲也によれば、「『EACH TIME』は『ロンバケ』よりもさらに潤沢な予算が投入されていたのか、複数のスチューダーA-80を廻して同時録音が行われていた上に、ミックス違いのマスターテープが複数存在します。それらのテープの数は、かなりのものです。このうち、『Complete EACH TIME』や『EACH TIME SINGLE VOX』などの既発音源に使われているマスターとは違う音源をセレクトして構成したのが今回の“40th Anniversary Version”になります」とし、曲順は録音された順だという。また、別マスターからのセレクトの基準について、内藤は「一言で言うなら、音の充実度です。『EACH TIME』をナイアガラ・サウンドのひとつの到達点と捉えるなら、それに相応しい充実度を担保したマスターであるかどうかを一番重視しました」とし、今回はマルチまで遡って新たにミックスしたのではく、「大滝さんが残したミックス違いの別マスターから選んだ音源」だという。
Disc-2には、オリジナル盤発売から約1か月後となる1984年4月に大滝がゲスト出演したFM東京（当時）のラジオで「井上大輔の音楽ってなんだ」の対談音源を未編集のフルサイズで収録。番組の冒頭で、大滝は「原盤制作者なので、レコーディングに時間をかけても基本的に文句は言われない」と発言。続けて「『A LONG VACATION』のイメージをそのまま引き継ぐ、という。今回のコンセプトといえば、コンセプトですね」と明言している。また、松本隆の歌詞については、作る過程でディスカッションは全然しない、と語っている。さらに「24チャンネルを2台廻して、48チャンネルで録っているけど、まだ足りない。今回は歌だけに20チャンネル使った。いろんな季節に歌ったものを複数録っておいて、半年経って聴いてよかったものを採用する」とし、「何チャンネル使おうが、2チャンネルで一発録りしたように聴こえないと意味がない」とも発言している。更に、プロモーション使用目的で制作された未発表のダイジェスト版「EACH TIME Special Edit」も収録。「恋のナックルボール (1st Recording Version)」は、本人曰く「66年のマンフレッド・マン調」の編曲。「プリティ・フラミンゴ」あたりの、ゆったりとしたグルーヴを持つフォーク・ロック・アレンジで、ノヴェルティ感はかなり薄めに感じられる。その他、同時期にTV-CM用に制作された初CD化の「Cider '83」放送用ミックスや15秒バージョンも収録。

## リリース、プロモーション、マーケティング

### ミュージックビデオ
本作がリリースされた3月21日、本作の発売40周年を記念して、アルバム収録曲「ペパーミント・ブルー」のミュージック・ビデオが公式YouTubeで公開された。完成したMVは、アルバム・ジャケットのイラストも手掛けた、イラストレーター・河田久雄の複数のイラストで構成されている。
映像の制作は、映画『君の名は。』や『天気の子』の予告編演出を手掛けた、アニメ映像ディレクター依田伸隆が担当。依田は大滝の代表曲「君は天然色」のMV（2021年公開）も手掛けており、本作は海外の音楽ファンを中心にYouTubeで累計1,700万再生を突破。非常に人気の高い映像コンテンツとなっている。依田自身も以前から大滝詠一作品の大ファンだったこともありMV制作を快諾。二次元のイラストを、得意のアニメーション技術で立体的に表現し、今まで観たこともない見事な映像作品に仕上げた。このMVについて、依田は以下のようにコメントしている。

### キャンペーン
2024年2月から3月まで、ジェットスター・ジャパンとソニー・ミュージックレーベルズは、『EACH TIME』収録曲「銀色のジェット」とコラボレーションをし、「#銀色のジェットに乗って」キャンペーンを開催。『EACH TIME』が発売40周年を迎えることを記念し、同アルバムに収録されている楽曲「銀色のジェット」がジェットスターの銀色の機体を彷彿とさせることから、今回のコラボレーションが実現。大滝詠一の曲をリアルタイムで聴いていた50〜60代はもちろん、シティ・ポップの人気が再熱している20〜30代の若者にもアプローチし、旅情感あふれる楽曲を聴きながら“銀色のジェットに乗って”旅に出たくなるキャンペーンを順次実施した。
また、40周年盤の発売を記念して、「#私だけのEACH TIME」というSNSキャンペーンが2024年3月1日（金）から31日（月）まで、特設サイトで実施された。アルバム『EACH TIME』のレコード・ジャケットは、鮮やかなペパーミント・グリーンのデザインで、中央にはイラストレーター河田久雄による、ロサンゼルスを東西に走る大通り“ハリウッド・ブールバード”の1984年当時のイラストが使用されているが、このアルバム・ジャケットを自由にデザインできるフォトフレームが、3月1日（金）から特設サイトで公開された。自分の好きな写真を使って『EACH TIME』のオリジナル・ジャケットを作ることができる仕様になっている。

## パッケージ、アートワーク
1984年オリジナル盤リリース当時にアルバム宣伝用に制作されたフリーペーパー「EACH TIMES」の最新号となる「Vol.8」を同梱。CDのレーベルはDisc-1はイエロー、Disc-2はオレンジのナイアガラ・レーベルが使われている。

## チャート成績
3月21日にリリースされた『EACH TIME 40th Anniversary Edition』は、3月20日付「オリコンデイリー・アルバムランキング」で40年ぶりに1位を獲得した。
『EACH TIME』は、1984年3月21日に発表されたソロ名義としては6枚目、オリジナル・スタジオ・フル・アルバムとしては大滝生前最後の作品。はっぴいえんど時代からの盟友・松本隆作詞による、まるで音で奏でる短編小説集のようなオリジナル盤の発表以降、“毎回曲順を変えて”何度もリリースが続く作品でもあり、“曲順未完のアルバム”とも言われている。
そして、〈TOKYO CULTUART by BEAMS（トーキョー カルチャート by ビームス）〉では、“曲順未完のアルバムと言われる『EACH TIME』はジャケットも未完だったのでは!?”という、架空のコンセプトで、〈TOKYO CULTUART by BEAMS〉と親交の深い5名のアーティスト（金安亮、小磯竜也、tree13、NONCHELEEE、Rimo）をピックアップ。それぞれのアーティストが描き下ろした、ジャケットデザインを施したTシャツ5種類を、アルバム発売40周年を迎える3月21日（木）より予約販売がビームス公式オンラインショップで開始された。

## 収録曲

### CD Disc-1『EACH TIME 40th Anniversary Edition』
1. SHUFFLE OFF (40th Anniversary Version)  –  (4:39)[web 1]
2. 夏のペーパーバック (40th Anniversary Version)  –  (3:57)[web 1]
3. Bachelor Girl (40th Anniversary Version)  –  (5:06)[web 1]
4. マルチスコープ (40th Anniversary Version)  –  (2:02)[web 1]
5. 木の葉のスケッチ (40th Anniversary Version)  –  (5:09)[web 1]
6. 恋のナックルボール (40th Anniversary Version)  –  (3:18)[web 1]
7. 銀色のジェット (40th Anniversary Version)  –  (4:12)[web 1]
8. 1969年のドラッグレース (40th Anniversary Version)  –  (4:55)[web 1]
9. ガラス壜の中の船 (40th Anniversary Version)  –  (5:30)[web 1]
10. ペパーミント・ブルー (40th Anniversary Version)  –  (5:30)[web 1]
11. 魔法の瞳 (40th Anniversary Version)  –  (5:28)[web 1]
12. レイクサイド ストーリー (40th Anniversary Version)  –  (5:26)[web 1]
13. フィヨルドの少女 (40th Anniversary Version)  –  (3:59)[web 1]
  - All Songs Written by 松本隆 & 大瀧詠一
  - Except 01 Written by 大瀧詠一    04 Written by 伊藤アキラ & 大瀧詠一
  - ℗2024 THE NIAGARA ENTERPRISES INC.

### CD Disc-2
1. 井上大輔ラジオトーク (1984年4月)  –  (55:48)[web 1]
2. EACH TIME Special Edit  –  (4:09)[web 1]
3. 恋のナックルボール (1st Recording Version)  –  (4:03)[web 1]
4. Cider '83 (Broadcast Mix)  –  (0:31)[web 1]
5. Cider '83 (15sec)  –  (0:16)[web 1]
  - 01 Licensed by O.S.T INC.
  - 03 ℗2004 THE NIAGARA ENTERPRISES INC.
  - 02,04,05 ℗2024 THE NIAGARA ENTERPRISES INC.

## スタッフ・クレジット
| Original Credit |  |  |
|                 |  |  |

| Musicians |                                                     |   | |
|           | Drums                                               | ; | 上原“EXOTICS”裕、林“DRAGON”立夫、青山“WEDDING MARCH”純                                                                                                 |
|           | E.Bass                                              | ; | 長岡“AKAGAI”道夫 |
|           | Guitars                                             | ; | 鈴木“微熱少年”茂、村松“GREEN WATER”邦男、徳武“NASHVILLE”弘文、吉川“長老”忠英、安田“ヤッさん”裕美、石川“元老”鷹彦、笛吹利明、三畑卓次、鳴海寛、加藤達雄 |
|           | Keyboards                                           | ; | 国吉“外泊禁止”良一、難波“エマーソン”弘之、井上“SAAB”鑑、中西“拳症炎”康晴                                                                               |
|           | Synth.Prog                                          | ; | 松武“第3京浜”秀樹 |
|           | L. Perc                                             | ; | 鳴島“ナルちゃん”英治、浜口“エガワ”茂外也、斉藤“月見うどん”ノブ、川瀬“デモテープ”正人、阿達彰義、菅原由紀                                               |
|           | Wood Bass                                           | ; | 小泉信美雄 |
|           | Harp                                                | ; | 山川恵子、入江愛子、野畑潤子、張谷恭子 |
|           | Accordion                                           | ; | 岡田徹 |
|           | Clarinet                                            | ; | Mr.北村英治 |
|           | Oboe                                                | ; | 大野守 |
|           | Vibraphone                                          | ; | 金山功 |
|           | Sax                                                 | ; | Jake H.Concepsion |
|           | Chorus                                              | ; | 伊集加代子、和田夏代子、鈴木宏子 |
|           | Cheer Boys                                          | ; | PERCUSSION GROUP 72 |
|           | Strings                                             | ; | 加藤ジョー・グループ |
|           |                                                     |   | |
|           | STRINGS ARRANGE ; 井上鑑                            |   | |
|           |                                                     |   | |
|           | SPECIAL GUEST ; MATTI LUHTALA (Guitar) from Finland |   | |

| Studio All Nighters                           | |
|                                               | - Ω大森、ブッシュマンナベ、歌舞伎町松尾、ぼくちゃん太田、XEVIOUSアトム、OLYMPIC芳川、 - DRE2台川部、ハーモナイザー宮田、DELETE津久間、余下吉太、SEDICいのう、 - MYアガリ3好、スケジュール・シスターズ（土屋幸子、浅香友美子）、RACOON佐藤、 - 笠井“CUTTING ENGINEER”鉄平、松殿オーナーFlowrin G.H.、カフェ・バーVEGA、 - 赤坂フォンテーヌ |
|                                               | |
|                                               | Recorded & Remixed at STUDIO“不夜城”Shinanomachi & Roppongi |
|                                               | STUDIO COMMAND & HYPER NECAM DRIVED by クローク |
|                                               | PAPILAPOPAスタジオ退屈男 大野“オニギリ1人占め”邦彦 |
|                                               | Engineer ; 吉田“ユンケルMIX”保 |
|                                               | |
| Each Times 定期購売者一覧 ;                   | |
|                                               | - 白川隆三、浜野啓介、河合“Aykroyd”マイケル (CBS/SONY) - 松本隆、清水桂子 (Termini) - 伊部誠 (CMC) - キャンキャン中山、フリー平原、小滝詠司 (Mitaka Group) - 中山泰、養父正一、河田久雄 (Design) - 朝妻一郎、Pop-cicle木崎、Mr. Chibumaker (60's Fun Club) - 前島“キヨーレオピン”洋児、塚田“出前一丁”千春、 - 増田“チェーン1時間”真一、山縣“再就職”裕子、梅田“安産”智恵子、 - 小出“バイブル”豊子、野口“フォークの火を消すな”健作、 - ジャマイカ・イタル、金田一“ハマッコ”伴内 (NIAGARA Staff) |
|                                               | |
| 駅売り愛読者一覧                              | |
|                                               | - 佐藤“No.1バンド”輝雄、“課長職”竹内、“梅木マリ”光原、桜井“サクラ”聖子、 - 五月“辰徳”夢子、土門“ミレーヌ”壌、小田“パソコン”創 (Radio Staff) - 伊藤アキラ、大森昭男、関口直人 (Cider Trio) - 杉山“ゴルフ”垣太郎、Sun山田、本部長西村 (Video Staff) - アキレスケン中川、ギックリゴシ立原、Gals田中 (Book Staff) |
|                                               | |
| Produced by 大瀧詠一 For Niagara Enterprises. | |

|                                                                                      |   | |
| 40th Reissue Staff                                                                   |   | |
|                                                                                      |   | |
| CD Mastering Engineer : Tetsuya Naitoh (Sony Music Studios Tokyo)                    |   | |
|                                                                                      |   | |
| Art Direction & Design : Takashi Okada                                               |   | |
| Photographer : Ryotaro Horiuchi                                                      |   | |
| Assistant Photographer : Mayako Horiuchi                                             |   | |
| Product Coordinator : Kazuyo Takeuchi (Sony Music Solutions Inc.)                    |   | |
| Materials Provider : Atsushi Tokunaga, Tsutomu Mori, Hiroya Watanabe                 |   | |
|                                                                                      |   | |
| A&R : Shinya Inoue (Sony Music Labels)                                               |   | |
| A&R in Chief : Shintaro Ohta (Sony Music Labels)                                     |   | |
| A&R Desk : Mamiko Goto (Sony Music Labels)                                           |   | |
| Sales Promotion                                                                      | : | - Kei Yamamoto · Kohei sano · Seiyo Ozono · Natsuki Mizokawa · - Ren Yamamoto (Sony Music Marketing United) |
| Media Promotion : 1st Advertising Department (Sony Music Marketing United)           |   | |
| Business Affairs : Jun Saegusa · Mirai Yamada · Sora Sudo (Sony Music Entertainment) |   | |
|                                                                                      |   | |
| Director : Masaaki Shirota                                                           |   | |
| Co-Producer : Osamu Sakaguchi (THE NIAGARA ENTERPRISES)                              |   | |
| Adviser : Hiroaki Shimura                                                            |   | |
| Supervisor : Shikoh Ohtaki & Family                                                  |   | |
|                                                                                      |   | |

| Special Thanks to : | |
|                     | - Mio Onishi (Matsumoto Takashi Jimusho), Motofumi Komori (Miracle Bus), - Hisao Kawada, Yasushi Nakayama, Yoshiyuki Ogawa (Beams), - Emiko Shima · Aya Ito (JETSTAR AIRWAYS), Yuko Nohji - and Takashi Matsumoto |
|                     | |

| Produced by Eiichi Ohtaki |

## リリース日一覧
| 地域 | リリース日    | レーベル                         | 規格     | カタログ番号 | 備考 |
| ---- | ------------- | -------------------------------- | -------- | ------------ | --- |
| 日本 | 2024年3月21日 | NIAGARA ⁄ Sony Music Labels Inc. | 2CD      | SRCL 12710~1 | Disc-1は、アルバム制作当時にレコーディングされ、リリース前にラジオ番組で一度だけ放送されたが、最終的に収録されなかった未発表音源「SHUFFLE OFF」を含む13曲全てが初出となるミックス違い音源を収録した“EACH TIME 40th Anniversary Edition”。Disc-2には、オリジナル盤発売直後の1984年4月にオンエアされた井上大輔との対談ラジオ音源を未編集のフルサイズで特別収録。更に、プロモーション使用目的で制作され、未発表だったダイジェスト版「EACH TIME Special Edit」も収録。他にも「恋のナックルボール (1st Recording Version)」や、同時期にTV-CM用に制作された初CD化の「Cider '83」放送用ミックスや15秒バージョンを収録。初回仕様限定のみ、『EACH TIME』のジャケット・デザインとイラストレーターがコラボレートしたTシャツのプレゼント応募抽選券封入。 |
| 日本 | 2024年3月21日 | NIAGARA ⁄ Sony Music Labels Inc. | LP+7inch | SRJL 1155~6  | [1984年Original Mix]の12インチ・フル・アルバムに、1985年にリリースされた7インチ・シングル「フィヨルドの少女 / バチェラー・ガール」を同梱した2枚組。カラーヴァイナル仕様 (12インチレコード：クリアグリーン / 7インチレコード：アイボリー)。 Sony Music Studios Tokyoによる2024年最新カッティング。完全生産限定盤。『EACH TIME』のジャケット・デザインとイラストレーターがコラボレートしたTシャツのプレゼント応募抽選券封入。 |